# Christian Danneskiold-Samsøe (1838-1914)
 For alternative betydninger, se Christian Danneskiold-Samsøe. (Se også artikler, som begynder med Christian Danneskiold-Samsøe)
Hans Excellence (H.E.) Christian Frederik lensgreve Danneskiold-Samsøe (født 29. april 1838 i København, død 3. juli 1914 på Frederiksberg) var en dansk politiker, ordenskansler og landmand.
Danneskiold-Samsøe var søn af Christian Conrad Sophus lensgreve Danneskiold-Samsøe og Elizabeth f. Brudenell-Bruce og blev født 29. april 1838 i København. Han blev student 1860. Første gang, han henledte offentlighedens opmærksomhed på sig, var i 1877, da han over for den engelske regering og den engelske parlamentskommission med dygtighed og takt varetog Danmarks interesser i det for landbruget vitale spørgsmål: Indførslen af levende kreaturer fra Danmark til England. På grundlag af det navn som landbrugets talsmand, han herved havde erhvervet sig, valgtes han i 1881 til medlem af Det kgl. Landhusholdningsselskabs præsidium, og denne stilling, som han besad indtil 1893, gjorde det atter naturligt, at han ved Den Nordiske Industri-, Landbrugs- og Kunstudstilling i Kjøbenhavn 1888 overtog den af de 3 vicepræsidentposter, som repræsenterede den mellemste af de nævnte 3 udstillingsgrene. Som fremtrædende landmand blev han ligeledes udnævnt til medlem af det i 1886 oprettede Jernbaneråd. I 1887 valgtes Danneskiold-Samsøe til 8. Landstingsmand for 2. kreds og sad frem til 1906. Han var medlem af Rigsretten. I 1886 succederede han i besiddelsen af Grevskabet Samsøe og overtog samtidig posten som overdirektør for Gisselfeld Kloster. Han ægtede 15. september 1867 Emilie Henriette Dagmar komtesse Krag-Juel-Vind-Frijs (18. marts 1848 på Søbygaard – 4. juli 1897), datter af C.E. lensgreve Krag-Juel-Vind-Frijs til Frijsenborg. Han var ordenskansler fra 1911, hofjægermester, dekoreret med Dannebrogsordenens Kommandørkors (siden 1888) og Elefantordenen.
Han var også formand for Statsdyrskuekommissionen 1890-93 og for Dansk Skovforening 1888-1902: Medlem af Trifoliums bestyrelse 1909 og af Landmandsbankens bankråd fra 1877; præsident for Komitéen for Dansk Vestindien.

## Børn
- (barn) komtesse af Danneskiold-Samsøe (1868-1868)
- Elisabeth Thyra komtesse af Danneskiold-Samsøe (16. juli 1869 – 3. november 1948) og Aage Vilhelm Christian greve Moltke-Bregentved
- Ingeborg Agnes komtesse af Danneskiold-Samsøe (10. august 1871 – 2. januar 1942) og (1) Adam Gottlob greve Moltke af Espe og (2) Otto lensbaron Reedtz-Thott
- Dagmar Louise komtesse af Danneskiold-Samsøe (20. marts 1875 – 24. april 1939) og Frands Axel Vilhelm greve Brockenhuus-Schack
- Magdalene "Magda" komtesse af Danneskiold-Samsøe (1876-1954)
- Karen Amy komtesse af Danneskiold-Samsøe (8. august 1877 – 16. februar 1931) og Henrik Georg baron Wedell-Wedellsborg
- Clara Henny komtesse af Danneskiold-Samsøe (6. september 1878 – 5. april 1954)
- Mary komtesse af Danneskiold-Samsøe (3. september 1880 – 11. april 1964) og Sir Edward Henry Goschen
- Ragnhild Louise komtesse af Danneskiold-Samsøe (31. juli 1882 – 24. maj 1961) og Niels Treschow
- Christian Emil Robert greve af Danneskiold-Samsøe (29. april 1884 – 14. april 1886)
- Aage Conrad lensgreve af Danneskiold-Samsøe (1886-1945)